# 錫馬夫

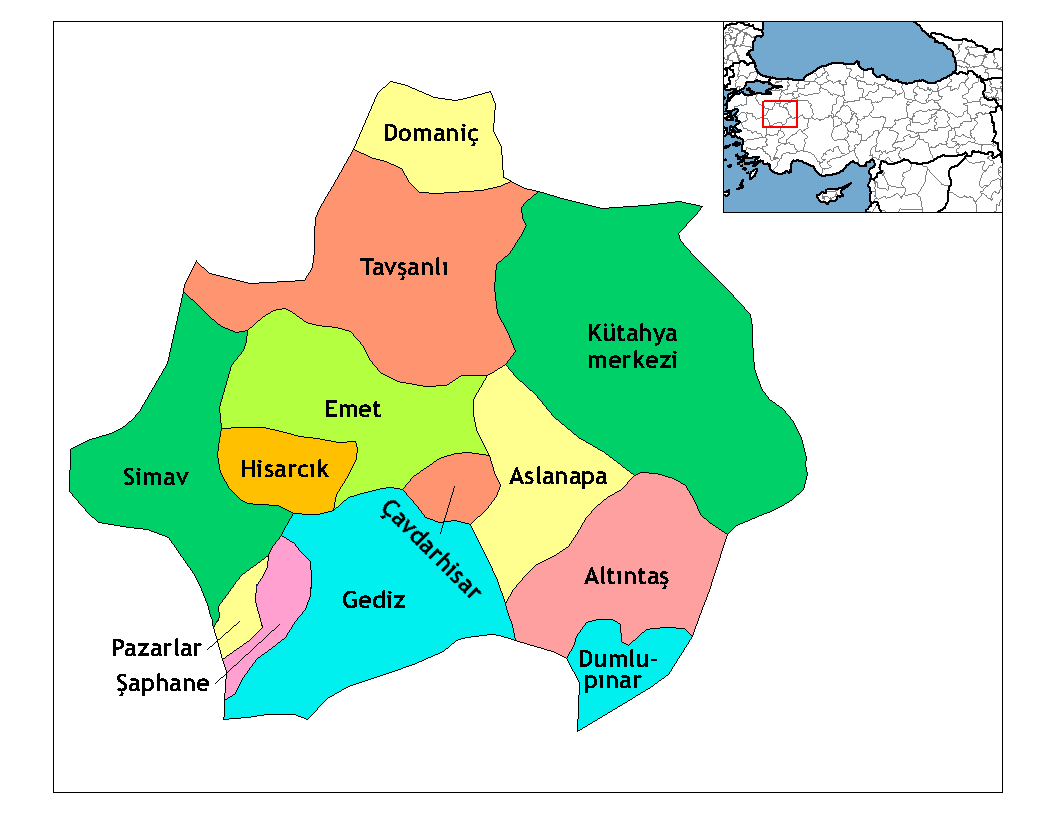

錫馬夫是土耳其的城鎮，位於該國西部，距離首府屈塔希亞143公里，由屈塔希亞省負責管轄，海拔高度820米，主要經濟活動是農業，2011年人口24,186。

## 外部連結
- District municipality's official website （页面存档备份，存于） （土耳其文）
- District municipality's official website （页面存档备份，存于） （土耳其文）
- Some Pictures of Simav （土耳其文）
- Ercüment ÇALI （土耳其文）

39°05′N 28°59′E / 39.083°N 28.983°E